# 维拉桑塔
维拉桑塔（義大利語：Villasanta），是意大利蒙萨和布里安萨省的一个市镇。总面积4.15平方公里，人口13530人，人口密度3260.2人/平方公里（2009年）。ISTAT代码为015239。